# Système de messagerie financière russe
 (avril 2021).
La mise en forme du texte ne suit pas les recommandations de Wikipédia : il faut le « wikifier ».
Les points d'amélioration suivants sont les cas les plus fréquents. Le détail des points à revoir est peut-être précisé sur la page de discussion.
- Les titres sont pré-formatés par le logiciel. Ils ne sont ni en capitales, ni en gras.
- Le texte ne doit pas être écrit en capitales (les noms de famille non plus), ni en gras, ni en italique, ni en « petit »…
- Le gras n'est utilisé que pour surligner le titre de l'article dans l'introduction, une seule fois.
- L'italique est rarement utilisé : mots en langue étrangère, titres d'œuvres, noms de bateaux, etc.
- Les citations ne sont pas en italique mais en corps de texte normal. Elles sont entourées par des guillemets français : « et ».
- Les listes à puces sont à éviter, des paragraphes rédigés étant largement préférés. Les tableaux sont à réserver à la présentation de données structurées (résultats, etc.).
- Les appels de note de bas de page (petits chiffres en exposant, introduits par l'outil «  Source ») sont à placer entre la fin de phrase et le point final[comme ça].
- Les liens internes (vers d'autres articles de Wikipédia) sont à choisir avec parcimonie. Créez des liens vers des articles approfondissant le sujet. Les termes génériques sans rapport avec le sujet sont à éviter, ainsi que les répétitions de liens vers un même terme.
- Les liens externes sont à placer uniquement dans une section « Liens externes », à la fin de l'article. Ces liens sont à choisir avec parcimonie suivant les règles définies. Si un lien sert de source à l'article, son insertion dans le texte est à faire par les notes de bas de page.
- La présentation des références doit suivre les conventions bibliographiques. Il est recommandé d'utiliser les modèles {{Ouvrage}}, {{Chapitre}}, {{Article}}, {{Lien web}} et/ou {{Bibliographie}}. Le mode d'édition visuel peut mettre en forme automatiquement les références.
- Insérer une infobox (cadre d'informations à droite) n'est pas obligatoire pour parachever la mise en page.

Pour une aide détaillée, merci de consulter Aide:Wikification.
Si vous pensez que ces points ont été résolus, vous pouvez retirer ce bandeau et améliorer la mise en forme d'un autre article.
Le Système de transfert de messages financiers (russe : Система передачи финансовых сообщений) ou SPFS est un équivalent russe du système de transfert financier SWIFT, développé par la Banque centrale de Russie. Le système est en développement depuis 2014, après que le gouvernement des États-Unis a menacé de déconnecter la Russie du système SWIFT, à la suite de l'annexion de la Crimée par la Russie en 2014.

## Histoire
La première transaction sur le réseau SPFS impliquant une entreprise non bancaire a été exécutée en décembre 2017. En mars 2018, plus de 400 institutions (principalement des banques) font partie du réseau.
En 2018, le système ne fonctionne qu'en Russie, bien qu'il soit prévu d'intégrer le réseau au système de paiements interbancaires transfrontaliers, China International Payments System (CIPS), basé en Chine. Le gouvernement russe est également en pourparlers pour étendre le SPFS à des pays en développement comme la Turquie et l'Iran. En raison de ses limites, le système SPFS est considéré comme un dernier recours, plutôt que comme un remplacement du réseau SWIFT. Depuis 2019, de nombreux accords ont été conclus pour relier le SPFS aux systèmes de paiement d'autres pays en Chine, en Inde, en Iran, ainsi qu'aux pays de l'Union économique eurasiatique qui prévoient d'utiliser directement le SPFS.
Fin 2020, quatre-cents utilisateurs et vingt-trois banques d'Arménie, Biélorussie, Allemagne, Kazakhstan, Kirgyzstan et Suisse sont connectées à SPFS,.
Selon TASS, agence de presse russe, en septembre 2023, le SPSF compte 514 institutions, dont 131 non -résidents de 15 pays étrangers. Entre 2022 et 2023, le nombre de transactions est multiplié par 4 soit une hausse de 102 millions d'opérations. Au total, quelque 133 millions d'opérations sont effectuées via le SPSF en 2023.
À partir du 1er octobre 2023, l'utilisation des systèmes de transfert étrangers, y compris le réseau SWIFT, est interdite pour les transactions à l'intérieur de la fédération de Russie.

## Description
En 2021, selon Alla Bakina, directrice du département des systèmes de paiement de la Banque de Russie, le SPFS représente désormais environ 15 % de tous les trafics internes à la Russie.
Par rapport à SWIFT, le système est confronté à un certain nombre de défis, notamment des coûts de transaction plus élevés toutefois, le 15 mars 2018, les frais de transaction ont été radicalement réduits à 0,80 - 1,00 ₽ par transaction.